# Démographie du Var
La démographie du Var est caractérisée par une forte densité et une population âgée qui croît rapidement depuis les années 1950.
Avec ses 1 108 364 habitants en 2022, le département français du Var se situe en 22e position sur le plan national.
En six ans, de 2015 à 2021, sa population s'est accrue de près de 46 700 unités, c'est-à-dire de plus ou moins 7 800 personnes par an. Mais cette variation est différenciée selon les 153 communes que comporte le département.
La densité de population du Var, 185,6 habitants par kilomètre carré en 2022, est deux fois supérieure à celle de la France entière qui est de 107,1 hab./km2 pour la même année.

## Évolution démographique du département du Var
Les habitants du Var se nomment les Varois.
En 2022, le département comptait 1 108 364 habitants, en évolution de +4,98 % par rapport à 2016 (France hors Mayotte : +2,11 %).
| 1791 | 1801    | 1806    | 1821 | 1826 | 1831    | 1836    | 1841    | 1846 |
| ---- | ------- | ------- | ---- | ---- | ------- | ------- | ------- | ---- |
| -    | 271 703 | 283 296 | -    | -    | 321 686 | 323 404 | 328 010 | -    |

| 1851    | 1856    | 1861    | 1866    | 1872    | 1876    | 1881    | 1886    | 1891    |
| ------- | ------- | ------- | ------- | ------- | ------- | ------- | ------- | ------- |
| 357 967 | 371 820 | 315 526 | 308 550 | 293 757 | 295 763 | 288 577 | 283 689 | 288 336 |

| 1896    | 1901    | 1906    | 1911    | 1921    | 1926    | 1931    | 1936    | 1946    |
| ------- | ------- | ------- | ------- | ------- | ------- | ------- | ------- | ------- |
| 309 179 | 326 384 | 324 638 | 330 755 | 322 945 | 347 932 | 377 104 | 398 662 | 370 688 |

| 1954    | 1962    | 1968    | 1975    | 1982    | 1990    | 1999    | 2006    | 2011      |
| ------- | ------- | ------- | ------- | ------- | ------- | ------- | ------- | --------- |
| 413 012 | 469 557 | 555 926 | 626 093 | 708 331 | 815 449 | 898 441 | 985 099 | 1 012 735 |

| 2016      | 2021      | 2022      | - | - | - | - | - | - |
| --------- | --------- | --------- | - | - | - | - | - | - |
| 1 055 821 | 1 095 337 | 1 108 364 | - | - | - | - | - | - |

## Population par divisions administratives

### Arrondissements
Le département du Var comporte trois arrondissements. La population se concentre principalement sur l'arrondissement de Toulon, qui recense 54 % de la population totale du département en 2022, avec une densité de 481,9 hab./km2, contre 29 % pour l'arrondissement de Draguignan et 17 % pour celui de Brignoles.
| Arrondissement  | Population(2022) | Variation(2022/2016)                       | Superficie(km2) | Densité(hab./km2) |
| --------------- | ---------------- | ------------------------------------------ | --------------- | ----------------- |
| Toulon          | 594 482          | en évolution de +4,69 % par rapport à 2016 | 1 233,5         | 481,9             |
| Draguignan      | 323 222          | en évolution de +5,52 % par rapport à 2016 | 2 220,8         | 145,5             |
| Brignoles       | 190 660          | en évolution de +4,96 % par rapport à 2016 | 2 518,3         | 75,7              |
| Source : Insee. |                  |                                            |                 |                   |

### Communes de plus de15 000 habitants
Sur les 153 communes que comprend le département du Var, 94 ont en 2021 une population municipale supérieure à 2 000 habitants, 48 ont plus de 5 000 habitants, 25 ont plus de 10 000 habitants, treize ont plus de 15 000 habitants et huit ont plus de 25 000 habitants : Toulon, La Seyne-sur-Mer, Fréjus, Hyères, Draguignan, Six-Fours-les-Plages, Saint-Raphaël et La Garde.
Les évolutions respectives des communes de plus de 15 000 habitants sont présentées dans le tableau ci-après.
| Commune                       | Population(2022) | Variation(2022/2016)                        | Superficie(km2) | Densité(hab./km2) |
| ----------------------------- | ---------------- | ------------------------------------------- | --------------- | ----------------- |
| Toulon                        | 180 834          | en évolution de +6,6 % par rapport à 2016   | 42,84           | 4 221,1           |
| La Seyne-sur-Mer              | 62 905           | en évolution de −2,65 % par rapport à 2016  | 22,17           | 2 837,4           |
| Fréjus                        | 58 499           | en évolution de +10,03 % par rapport à 2016 | 102,27          | 572               |
| Hyères                        | 55 384           | en évolution de −0,7 % par rapport à 2016   | 132,38          | 418,4             |
| Draguignan                    | 40 789           | en évolution de +1,84 % par rapport à 2016  | 53,75           | 758,9             |
| Six-Fours-les-Plages          | 36 843           | en évolution de +10,81 % par rapport à 2016 | 26,58           | 1 386,1           |
| Saint-Raphaël                 | 36 632           | en évolution de +4 % par rapport à 2016     | 89,59           | 408,9             |
| La Garde                      | 26 316           | en évolution de +4,28 % par rapport à 2016  | 15,54           | 1 693,4           |
| La Valette-du-Var             | 23 660           | en évolution de −0,48 % par rapport à 2016  | 15,5            | 1 526,5           |
| La Crau                       | 19 416           | en évolution de +8,35 % par rapport à 2016  | 37,87           | 512,7             |
| Brignoles                     | 17 846           | en évolution de +1,99 % par rapport à 2016  | 70,53           | 253               |
| Saint-Maximin-la-Sainte-Baume | 17 691           | en évolution de +7,95 % par rapport à 2016  | 64,13           | 275,9             |
| Sanary-sur-Mer                | 17 938           | en évolution de +7,2 % par rapport à 2016   | 19,23           | 932,8             |
| Source : Insee.               |                  |                                             |                 |                   |

## Structures des variations de population

### Soldes naturels et migratoires depuis 1968
La variation moyenne annuelle est positive mais régresse sur la période 1968-2021, passant de 1,7 à 0,7 %.
Le solde naturel annuel qui est la différence entre le nombre de naissances et le nombre de décès enregistrés au cours d'une même année, a baissé, passant de 0,3 à −0,1 %. La baisse du taux de natalité, qui passe de 14,2 à 9,8 ‰, n'est en fait pas compensée par une baisse équivalente du taux de mortalité, qui parallèlement passe de 11,5 à 11,2 ‰.
Le flux migratoire est en régression sur la période courant de 1968 à 2015, le taux annuel passant de 1,5 à 0,7 % et en augmentation sur la période 2015-2021. 
| Indicateurs démographiques                       | 1968 à1975 | 1975 à1982 | 1982 à1990 | 1990 à1999 | 1999 à2010 | 2010 à2015 | 2015 à2021 |
| ------------------------------------------------ | ---------- | ---------- | ---------- | ---------- | ---------- | ---------- | ---------- |
| Variation annuelle moyenne de la population en % | 1,7        | 1,8        | 1,8        | 1,1        | 1,1        | 0,8        | 0,7        |
| - due au solde naturel en %                      | 0,3        | 0,1        | 0,2        | 0,1        | 0,1        | 0,0        | -0,1       |
| - due au solde apparent des entrées sorties en % | 1,5        | 1,7        | 1,6        | 1,0        | 1,0        | 0,7        | 0,9        |
| Taux de natalité en ‰                            | 14,2       | 12,1       | 12,7       | 11,9       | 11,3       | 10,9       | 9,8        |
| Taux de mortalité en ‰                           | 11,5       | 11,4       | 11,0       | 10,7       | 10,5       | 10,4       | 11,2       |
| Source : Insee.                                  |            |            |            |            |            |            |            |

### Mouvements naturels sur la période 2014-2022
En 2014, 11 123 naissances ont été dénombrées contre 10 735 décès. Le nombre annuel des naissances a diminué depuis cette date, passant à 10 677 en 2022, indépendamment à une augmentation, mais relativement faible, du nombre de décès, avec 13 734 en 2022. Le solde naturel est ainsi négatif et diminue, passant de 388 à −3 057.
Pour des raisons techniques, il est temporairement impossible d'afficher le graphique qui aurait dû être présenté ici.

## Densité de population
En 2021, la densité était de 183,4 hab./km2.
| 1968 |  | 93.1 |  |

| 1975 |  | 104.8 |  |

| 1982 |  | 118.6 |  |

| 1990 |  | 136.5 |  |

| 1999 |  | 150.4 |  |

| 2010 |  | 168.8 |  |

| 2015 |  | 175.6 |  |

| 2021 |  | 183.4 |  |

## Répartition par sexes et tranches d'âges
La population du département est plus âgée qu'au niveau national.
En 2021, le taux de personnes d'un âge inférieur à 30 ans s'élève à 29,6 %, soit en dessous de la moyenne nationale (35,1 %). À l'inverse, le taux de personnes d'âge supérieur à 60 ans est de 33,5 % la même année, alors qu'il est de 26,6 % au niveau national.
En 2021, le département comptait 526 055 hommes pour 569 282 femmes, soit un taux de 51,97 % de femmes, légèrement supérieur au taux national (51,61 %).
Les pyramides des âges du département et de la France s'établissent comme suit.
| Hommes | Classe d’âge | Femmes |
| ------ | ------------ | ------ |
| 1      | 90 ou +      | 2,3    |
| 10,1   | 75-89 ans    | 12,6   |
| 19,7   | 60-74 ans    | 21     |
| 20     | 45-59 ans    | 19,9   |
| 17,3   | 30-44 ans    | 16,7   |
| 15,4   | 15-29 ans    | 13,2   |
| 16,4   | 0-14 ans     | 14,3   |

| Hommes | Classe d’âge | Femmes |
| ------ | ------------ | ------ |
| 0,7    | 90 ou +      | 1,9    |
| 7,0    | 75-89 ans    | 9,5    |
| 16,6   | 60-74 ans    | 17,5   |
| 20,0   | 45-59 ans    | 19,5   |
| 18,8   | 30-44 ans    | 18,3   |
| 18,3   | 15-29 ans    | 16,7   |
| 18,6   | 0-14 ans     | 16,7   |

## Répartition par catégories socioprofessionnelles
La catégorie socioprofessionnelle des retraités est surreprésentée par rapport au niveau national. Avec 32,6 % en 2021, elle est 5,8 points au-dessus du taux national (26,8 %). La catégorie socioprofessionnelle des cadres et professions intellectuelles supérieures est quant à elle sous-représentée par rapport au niveau national. Avec 6,7 % en 2021, elle est 3,4 points en dessous du taux national (10,1 %).
| Catégorie socioprofessionnelle                    | 2015    | 2015 | 2021    | 2021 | Détails de l'année 2021 | Détails de l'année 2021 | Détails de l'année 2021            | Détails de l'année 2021            | Détails de l'année 2021            |
| Catégorie socioprofessionnelle                    | Nb      | %    | Nb      | %    | Hommes                  | Femmes                  | Part en % de la population âgée de | Part en % de la population âgée de | Part en % de la population âgée de |
| Catégorie socioprofessionnelle                    | Nb      | %    | Nb      | %    | Hommes                  | Femmes                  | 15 à 24 ans                        | 25 à 54 ans                        | 55 ans ou +                        |
| ------------------------------------------------- | ------- | ---- | ------- | ---- | ----------------------- | ----------------------- | ---------------------------------- | ---------------------------------- | ---------------------------------- |
| Agriculteurs exploitants                          | 3 449   | 0,4  | 3 772   | 0,4  | 2 367                   | 1 405                   | 0,1                                | 0,6                                | 0,3                                |
| Artisans, commerçants, chefs d'entreprise         | 44 618  | 5,1  | 50 318  | 5,4  | 34 406                  | 15 913                  | 1,2                                | 9,1                                | 3,2                                |
| Cadres et professions intellectuelles supérieures | 55 437  | 6,3  | 62 062  | 6,7  | 36 298                  | 25 764                  | 1,3                                | 11,7                               | 3,7                                |
| Professions intermédiaires                        | 111 249 | 12,6 | 122 898 | 13,2 | 56 674                  | 66 224                  | 7,9                                | 24,0                               | 5,2                                |
| Employés                                          | 152 757 | 17,3 | 152 975 | 16,4 | 44 801                  | 108 174                 | 17,2                               | 27,6                               | 6,6                                |
| Ouvriers                                          | 82 682  | 9,4  | 83 031  | 8,9  | 68 879                  | 14 152                  | 12,0                               | 14,8                               | 3,2                                |
| Retraités                                         | 289 706 | 32,8 | 303 559 | 32,6 | 141 348                 | 162 211                 | 0,0                                | 0,3                                | 68,0                               |
| Autres personnes sans activité professionnelle    | 143 001 | 16,2 | 153 678 | 16,5 | 56 223                  | 97 455                  | 60,4                               | 11,9                               | 9,9                                |
| Ensemble                                          | 882 898 | 100  | 932 293 | 100  | 440 995                 | 491 298                 | 100                                | 100                                | 100                                |
| Sources : Insee,.                                 |         |      |         |      |                         |                         |                                    |                                    |                                    |